# Municipio de Woodbury (Iowa)
El municipio de Woodbury (en inglés: Woodbury Township) es un municipio ubicado en el condado de Woodbury en el estado estadounidense de Iowa. En el año 2010 tenía una población de 5675 habitantes y una densidad poblacional de 77,22 personas por km².

## Geografía
El municipio de Woodbury se encuentra ubicado en las coordenadas 42°25′24″N 96°17′38″O / 42.42333, -96.29389. Según la Oficina del Censo de los Estados Unidos, el municipio tiene una superficie total de 73.49 km², de la cual 73.41 km² corresponden a tierra firme y (0.11%) 0.08 km² es agua.

## Demografía
Según el censo de 2010, había 5675 personas residiendo en el municipio de Woodbury. La densidad de población era de 77,22 hab./km². De los 5675 habitantes, el municipio de Woodbury estaba compuesto por el 93.83% blancos, el 1.02% eran afroamericanos, el 0.67% eran amerindios, el 1.83% eran asiáticos, el 0.07% eran isleños del Pacífico, el 1% eran de otras razas y el 1.57% pertenecían a dos o más razas. Del total de la población el 3.05% eran hispanos o latinos de cualquier raza.